# The Crucible
The Crucible er en amerikansk stumfilm fra 1914 af Edwin S. Porter og Hugh Ford.

## Medvirkende
- Marguerite Clark som Jean
- Harold Lockwood som Craig Atwood
- Justine Johnstone som Amelia
- Lucy Parker som Mrs. Fanshaw
- Barbara Winthrop som Miss Van Ostyn